# État libre d'Antioquia
Pour les articles homonymes, voir Antioquia (homonymie).
Ne doit pas être confondu avec État souverain d'Antioquia.
1813–1816
Entités précédentes :
- Province d'Antioquia

Entités suivantes :
- Province d'Antioquia

L'État libre d'Antioquia (espagnol : Estado Libre de Antioquia), également appelé État d'Antioquia (espagnol : Estado de Antioquia),, République d'Antioquia (espagnol : República de Antioquia), État libre et souverain d'Antioquia (espagnol : Estado Libre y Soberano de Antioquia) ou État libre et indépendant d'Antioquia (espagnol : Estado Libre e Independiente de Antioquia) est une ancienne entité administrative et territoriale de Nouvelle-Grenade (actuelle Colombie), indépendante puis intégrée aux Provinces-Unies de Nouvelle-Grenade. Elle recouvre le territoire de la province homonyme de 1810.

## Genèse
Le Conseil d'Antioquia est installé 30 août 1810 avec les représentants des conseils de Santa Fe de Antioquia, Medellin, Marinilla et Rionegro. Le conseil préconise un régime fédéral fidèle à Ferdinand VII avec le gouverneur Francisco de Ayala en tant que président (1er septembre 1810).
La première assemblée constituante de l'État libre d'Antioquia se réunit et rédige la première constitution d'Antioquia le 27 juin 1811, qui donne le droit de vote à tous les hommes libres, pères de famille, vivant de leurs rentes ou de leur travail et non dépendant. Cette constitution transforme l'ancienne province d'Antioquia en une république souveraine et indépendante (à partir de 1813) mais laisse la porte ouverte à une future reconnaissance du roi Ferdinant VII. Cependant elle ne sera pas la seule constitution de l’État d'Antioquia, de nouvelles constitutions étant adoptées le 21 mars 1812, le 8 mars 1814 et le 10 juillet 1815.

## Proclamation de la République
Le 27 novembre 1812, Antioquia rejoint les Provinces-Unies de Nouvelle-Grenade, première république indépendante de Colombie. Le 11 août 1813 Antioquia déclare sa séparation absolue de l'Espagne et prend comme capitale la ville de Santa Fe de Antioquia. 
Juan del Corral (es) est désigné président-dictateur de l’État le 30 juillet 1813, et réélu le 5 novembre de la même année. À cette occasio, la capitale est transférée à Rionegro, malgré l'opposition de Santa Fe et de Medellin, qui voulait également être la capitale. Del Corral meurt à Rionegro le 7 avril 1814 et est remplacé à la tête de l’État par José Miguel de la Calle.

### Reconquête et indépendance
Avec la déroute de Napoléon en 1814 et le retour sur le trône d'Espagne du roi Ferdinand VII, les autorités espagnoles décident d'envoyer un corps expéditionnaire en Amérique afin de reconquérir les colonies ayant proclamé leur indépendance. Le 18 février 1816, l'espagnol Sánchez Lima met en déroute les forces antioqueñas et pénêtre dans la ville de Santa Fe de Antioquia. Le 22 mars 1816, les espagnols vainquent à Yolombó l'armée des patriotes et occupent la ville de Medellín. Le 5 avril de la même année, le général Francisco Warleta assume le gouvernement de la province au nom de l'Espagne. Le reste de la province est reconquis à la fin de l'année 1816, sans rencontrer de forte résistance. Les villes se soumettent au roi et la reconquête, dans cette région, ne connaît pas les représailles et exécutions sanglantes qui auront lieu dans d'autres endroits du pays.
Après avoir défait les espagnols lors de la bataille de Boyacá, Simón Bolívar envoie le colonel José María Córdova libérer la province. Après quelques escarmouches et la bataille de Chorros Blancos, livrée le 12 février 1820, la domination espagnole sur l'Antioquia est définitivement terminée.